# The Botany of the Commelins
The Botany of the Commelins (abreviado Bot. Commelins) es un libro con ilustraciones y descripciones botánicas que fue escrito por el  botánico D. Onno Wijnands. Fue publicado en Róterdam en el año 1983 con el nombre de The botany of the Commelins: a taxonomical, nomenclatural, and historical account of the plants depicted in the Moninckx Atlas and in the four books by Jan and Caspar Commelin on the plants in the Hortus Medicus Amstelodamensis, 1682-1710.